# Woolooware Bay
Die Woolooware Bay ist eine Bucht an der unteren Mündung des Georges River im Süden Sydneys, im Bundesstaat New South Wales, Australien.

## Lage und Merkmale
Die Bucht befindet sich in der Nähe der Stelle, an der der Georges River in die Botany Bay mündet, südöstlich der Captain Cook Bridge. Das Einzugsgebiet der Bucht wird im Norden durch die Botany Bay, im Osten durch das Untereinzugsgebiet der Bate Bay, im Westen durch das Untereinzugsgebiet der Gwawley Bay und im Süden durch das Untereinzugsgebiet von Port Hacking begrenzt. Die Bucht ist von den Vororten Kurnell im Osten, Woolooware im Süden sowie Taren Point und Caringbah im Westen des Ufers umgeben. Traditionell gab es Mangrovensümpfe in der Umgebung der Bucht, von denen einige trockengelegt wurden, um Parks und Sportplätze zu schaffen, darunter das Endeavour Field (Toyota Park), der Woolooware Golfplatz und der Cronulla Golfplatz.